# Cleostratus van Tenedos
Cleostratus was een Griekse astronoom van het eiland Tenedos die leefde rond 500 v.Chr. Volgens de overlevering droeg hij bij aan de ontwikkeling van de kalender. De Romein Censorinus stelde dat de octaëteris door sommigen aan Cleostratus werd toegeschreven, maar door anderen aan Eudoxus. Dat was een maankalender met een cyclus van acht jaren. Volgens Plinius de Oudere bouwde hij voort op de inzichten van Anaximander en bepaalde hij voor het eerst de tekens in de dierenriem.